# Thái Tổ miếu (Hoàng thành Huế)
Thái Tổ miếu (太祖廟) hay Thái miếu là miếu thờ các vị chúa Nguyễn trong lịch sử Việt Nam.
Miếu thờ từ chúa Nguyễn Hoàng đến chúa Nguyễn Phúc Thuần. Miếu được xây dựng từ năm Gia Long thứ ba (1804) ở góc đông nam trong Hoàng thành Huế, đối xứng với Thế Tổ miếu ở hướng tây nam.

## Kiến trúc
Tổng thể di tích Thái Miếu là một tổ hợp kiến trúc khá lớn, với trên 10 hạng mục công trình nằm trong khuôn viên có tổng diện tích 14.904m vuông, được bố trí đúng theo nguyên tắc chung của kiến trúc triều Nguyễn.
Trong đó, chính điện Thái Miếu là ngôi nhà bằng gỗ lớn nhất trong tất cả các cung điện được xây dựng dưới triều Nguyễn, một công trình kiến trúc gỗ gần tương tự như Thế miếu. Thái miếu theo lối nhà kép trùng thiềm điệp ốc, chính đường 13 gian 2 chái kép, tiền đường 15 gian 2 chái đơn.
Phía đông chính điện là điện Long Đức, phía tây là Thổ Công tử, phía đông nam có điện Chiêu Kính. Đối diện với điện Chiêu Kính ở phía tây là điện Mục Tư, phía bắc chính điện là Triệu Tổ miếu.
Trước sân Thái miếu có Tuy Thành các (tên cũ là Mục Thanh các), 3 tầng, hình thức tương tự như gác Hiển Lâm ở Thế miếu. Hai bên Tuy Thành các có tường ngắn, trên có lầu chuông, lầu trống, dưới trổ cửa vòm. 
Phía nam của gác Tuy Thành các, 2 bên có nhà Tả tùng tự và Hữu tùng tự.
Toàn bộ khu vực Thái miếu có tường gạch bao bọc, trổ 5 cửa ra các phía. Các án thờ của chúa Nguyễn đều đặt trong tòa điện chính, bài vị phối thờ các công thần đặt ở Tả tùng tự và Hữu tùng tự. Lễ tế tổ chức 1 năm 5 lần vào các tháng mạnh xuân, mạnh hạ, mạnh thu, mạnh đông và quý đông.

## Phục dựng
Trong kháng chiến chống Pháp đầu năm 1947, khu vực Thái miếu bị Việt Minh thiêu hủy hoàn toàn trong đợt tiêu thổ kháng chiến.
Năm 1971-1972, Hội đồng trị sự Nguyễn Phúc tộc và đức Từ Cung đã quyên góp và dựng lại một tòa nhà 5 gian trên nền cũ ngôi điện chính để làm nơi thờ tự các chúa Nguyễn. Sau năm 1975, công trình Thái miếu xuống cấp nghiêm trọng.
Khu vực Tuy Thành các hiện không còn dấu vết, chỉ còn bức bình phong bị xuống cấp. Các công trình khác như Tả Tùng Tự, Hữu Tùng Tự cũng bị san bằng chỉ còn sót lại một phần nền móng. Đến nay, chỉ có điện Chiêu Kính và điện Long Đức đã được trùng tu, phục hồi.
Tháng 10 năm 2024, Trung tâm Bảo tồn Di tích Cố đô Huế khởi công tu bổ, phục hồi các hạng mục: Thái Miếu, Thái Miếu môn, hệ thống sân, đường đi, cây xanh, thảm cỏ và hạ tầng kỹ thuật. Dự án dự kiến hoàn tất vào năm 2028 với tổng kinh phí ban đầu là 272,7 tỷ đồng, nhưng sau đó điều chỉnh lại thành 52 tỉ đồng và chỉ tập trung đầu tư vào các công trình đang xuống cấp nặng và có nguy cơ sụp đổ.

## Thờ tự
1. Tiên vương Nguyễn Hoàng (1525 - 1613)
2. Sãi vương Nguyễn Phúc Nguyên (1563 - 1635)
3. Thượng vương Nguyễn Phúc Lan (1601 - 1648)
4. Hiền vương Nguyễn Phúc Tần (1620 - 1687)
5. Nghĩa vương Nguyễn Phúc Thái (1650 - 1691)
6. Minh vương Nguyễn Phúc Chu (1675 - 1725)
7. Ninh vương Nguyễn Phúc Chú (1697 - 1738)
8. Vũ vương Nguyễn Phúc Khoát (1714 - 1765)
9. Định vương Nguyễn Phúc Thuần (1754 - 1777)

### Phối thờ
Tả vu
1. Tông Nhân phủ Tông nhân lệnh Nghĩa Hưng quận vương Tôn Thất Khê (1539-1616)
2. Tông Nhân phủ Tả tôn chính Quốc Oai công Tôn Thất Hiệp (1653-1675)
3. Tông Nhân phủ Hữu tôn chính Tương Dương quận vương Tôn Thất Hạo (?-?)
4. Tông Nhân phủ Hữu tôn chính Hải Đông quận vương Tôn Thất Đồng (?-1777).
5. Tông Thân Công Đức Vũ Thái Tử Thiếu Bảo Khánh Quận Công Tôn Thất Kỳ (1598 - 1631).

Hữu vu
1. Thái sư Uy quốc công Nguyễn Ư Kỷ (?-?)
2. Thái sư Hoằng quốc công Đào Duy Từ (1752-1634)
3. Thái bảo Anh quốc công Nguyễn Hữu Tiến (?-1666)
4. Thái phó Tĩnh quốc công Nguyễn Hữu Dật (?-1681)
5. Thiếu phó Vĩnh An hầu Nguyễn Hữu Cảnh (?-1700)
6. Thái bảo Thăng Bình quận công Nguyễn Cửu Dật (?-1775)
7. Hiệp biện Đại học sĩ Tân Minh hầu Nguyễn Cư Trinh (?-1767)